# Dagmar Ploetz
Dagmar Ploetz (* 12. September 1946 in Herrsching am Ammersee) ist eine deutsche Autorin und literarische Übersetzerin.

## Leben
Dagmar Ploetz lebte von 1948 bis 1965 in Villa Gesell (Argentinien). Sie absolvierte später ein Studium der Germanistik und Romanistik an der Universität München. Anschließend war sie als Verlagslektorin und freie Journalistin tätig. Seit 1984 ist sie im Hauptberuf freie Übersetzerin aus dem Spanischen. Ploetz lebt in München. Sie ist mit dem Schriftsteller Uwe Timm verheiratet. Ihr Großvater ist Alfred Ploetz, der in Deutschland die Eugenik begründete und den Begriff „Rassenhygiene“ prägte.
Dagmar Ploetz ist mit Übertragungen von Werken spanischer (u. a. Rafael Chirbes und Juan Marsé) und lateinamerikanischer Autoren (vor allem Gabriel García Márquez) sowie zwei Biografien zu Gabriel García Márquez hervorgetreten. Sie erhielt 2005 den Jane Scatcherd-Preis und 2012 den Übersetzerpreis der Landeshauptstadt München.
Ploetz ist Mitglied im Verband deutschsprachiger Übersetzer literarischer und wissenschaftlicher Werke, VdÜ.

## Werke
- Gabriel García Márquez. Rowohlt, Reinbek 1992, ISBN 978-3-499-50461-7.
- Ignazio Silone. Kiepenheuer & Witsch, Köln 2000, ISBN 978-3-462-02910-9.
- Gabriel García Márquez. Leben und Werk Kiepenheuer & Witsch, Köln 2010, ISBN 978-3-462-04161-3.

## Herausgeberschaft
- Keine Zeit für Tränen, München 1976 (herausgegeben zusammen mit Klaus Konjetzky)
- Martin Walser, München 1989 (herausgegeben zusammen mit Mechthild Borries)

## Übersetzungen
- Isabel Allende: Von Liebe und Schatten, Frankfurt am Main 1986
- Julián Ayesta: Helena oder Das Meer des Sommers, München 2004
- Gioconda Belli: Aus einer Rippe Evas, Wuppertal 1989 (übersetzt zusammen mit Anneliese Schwarzer de Ruiz)
- Gioconda Belli: Ich bin Sehnsucht – verkleidet als Frau, Wuppertal 2003 (übersetzt zusammen mit Angelica Ammar)
- Carlos Busqued: Unter dieser furchterregenden Sonne, München 2010
- Rafael Chirbes: Alte Freunde, München 2004
- Rafael Chirbes: Der Fall von Madrid, München 2000
- Rafael Chirbes: Krematorium, München 2008
- Rafael Chirbes: Der lange Marsch, München 1998
- Rafael Chirbes: Die schöne Schrift, München 1999
- Rafael Chirbes: Der sesshafte Reisende, München 2006 (übersetzt zusammen mit Willi Zurbrüggen)
- Jorge Díaz: Die unglaubliche und traurige Geschichte der einfältigen Eréndira und ihrer herzlosen Großmutter, Berlin 1993
- Rodolfo Enrique Fogwill: Die unterirdische Schlacht, Reinbek 2010
- Gabriel García Márquez: Hundert Jahre Einsamkeit, Köln 2017
- Gabriel García Márquez: Chronik eines angekündigten Todes, Köln 2006 (übersetzt zusammen mit Curt Meyer-Clason)
- Gabriel García Márquez: Erinnerung an meine traurigen Huren, Köln 2004
- Gabriel García Márquez: Der General in seinem Labyrinth, Köln 1989
- Gabriel García Márquez: Leben, um davon zu erzählen, Köln 2002
- Gabriel García Márquez: Die Liebe in den Zeiten der Cholera, Köln 1987
- Gabriel García Márquez: Liebestirade gegen einen sitzenden Mann, Köln 1989
- Gabriel García Márquez: Nachricht von einer Entführung, Köln 1996
- Gabriel García Márquez: Von der Liebe und anderen Dämonen, Köln 1994
- Gabriel García Márquez: Zwölf Geschichten aus der Fremde, Köln 1993 (übersetzt zusammen mit Dieter E. Zimmer)
- Irritation und Kreativität, Zürich [u. a.] 1993
- Valeria Luiselli: Die Schwerelosen, München 2013
- Pedro Mairal: Das fehlende Jahr des Juan Salvatierra, München 2010
- Juan Marsé: Gute Nachrichten auf Papierfliegern, Berlin 2016
- Juan Marsé: Kalligraphie der Träume, Berlin 2011
- Juan Marsé: Liebesweisen in Lolitas Club, Berlin 2007
- Juan Marsé: Stimmen in der Schlucht, München 2002
- Marco Antonio de la Parra: Solo für Carlos und Sigmund, Frankfurt am Main 1987
- Manuel Puig: Unter einem Sternenzelt, Frankfurt am Main 1986
- Juan Rulfo: Pedro Páramo, München 2008
- Unser Lied wird nicht verstummen, München 1976 (übersetzt zusammen mit Gerda Schattenberg)
- Mario Vargas Llosa: La Chunga, Frankfurt 1988
- Mario Vargas Llosa: Das Fräulein von Tacna, Frankfurt 1985